# Richmond Heights (Missouri)
Pour les articles homonymes, voir Richmond Heights.
Richmond Heights est une ville du comté de Saint Louis, dans le Missouri, aux États-Unis.